# Montverde
Montverde è un comune degli Stati Uniti d'America, situato nello Stato della Florida, nella contea di Lake.